# ثعلب أحمر كردستاني
الثعلب الأحمر الكردستاني (الإسم العلمي:Vulpes vulpes kurdistanica)، هو نويع من نوع الثعالب الحمراء يتبع جنس الثعلبيات من فصيلة الكلبيات. يستوطن غرب كردستان وشمال شرق تركيا.